# Bichelsee-Balterswil
Bichelsee-Balterswil est une commune suisse du canton de Thurgovie, située dans le district de Münchwilen.

## Personnalités
- Hans Leutenegger, sportif et entrepreneur.